# 譚延闓
譚延闓（たん えんがい）は清末民初の官僚・軍人。湘軍（湖南軍）の創始者、指導者の1人。中華民国の初代湖南都督。また、中国国民党、国民政府の指導者の1人であり、国民政府主席も務めた。旧名は宝璐。字は祖庵、組庵、祖闓、祖安。別号は慈畏、慈衛、無畏。父は、清末の官僚である譚鍾麟。

## 事績

### 辛亥革命前後
1904年（光緒30年）3月の甲辰科会試で会元となり、同年4月、翰林院庶吉士として任用された。しかし、同年7月には湖南へ引き返す。1905年（光緒31年）に、湖南省最初の私立中学である明徳学堂の総理に就任した。
1909年（宣統元年）、湖南省咨議局選挙で譚延闓は当選した。さらに議長にも当選し、湖南省の立憲派の指導者と目されるようになる。翌1910年（宣統2年）から、譚は度々上京して、国会の早期開催を清朝中央に求める立憲派の活動に参加した。
1911年（宣統3年）10月10日、武昌起義が発生すると、同月にこれに呼応する新軍の起義が長沙で起きた。それにより22日には湖南都督府が成立し、立憲派により譚延闓が都督の地位に推された。しかし結局、都督、副都督の地位は、革命派の焦達峯、陳作新の手に落ちる。一方の譚は、湖南都督府参議院院長という政務の枢密を握る地位に就き、さらに民政部長に就任して、民政の一切を総攬した。その後30日に、立憲派の画策により、焦、陳の正副都督が殺害され、譚が後任の都督に就任している。
革命派からは譚延闓が再び清朝に寝返るのではと警戒された。しかし実際には譚は革命路線を維持し、混乱する省内情勢の鎮定に努めた。また、清朝の攻撃を受けて苦戦する湖北軍政府を支援し、全国に対しても共和制支持の打電を行っている。さらに同年12月25日の孫文（孫中山）の帰国の際にも、真っ先に歓迎の打電を行った。

### 湖南省の統治権争い

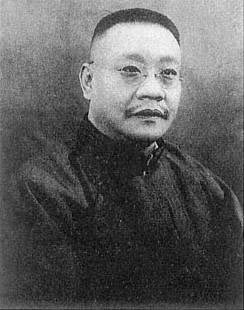
譚延闓別影

1912年（民国元年）7月、譚延闓は袁世凱から正式に湖南都督に任命された。同年8月、中国同盟会が宋教仁により国民党に改組されると、譚もこれに加入し、湖南省支部長となった。1913年（民国2年）、宋暗殺後に発生した二次革命（第二革命）では、7月17日に省独立を宣言して、革命派に与している。しかし失敗に終わり、8月13日には独立を取り消した。それでも結局、10月に都督を辞任し、上海に寓居した。
1915年（民国4年）12月に護国戦争（第三革命）が発生、翌年6月6日に袁世凱が死去する。すると、それまで袁世凱派に与していた湖南都督湯薌銘に対する追放運動が湖南省で発生した。同年7月、譚延闓とその支持部隊は、湯を追放し、8月には北京政府から譚が正式に湖南省長兼督軍に任命された。
北京政府における黎元洪と段祺瑞の争いにおいて、譚延闓は黎を支持していた。しかし、1917年（民国6年）7月の張勲の復辟失敗を経て黎が失脚すると、譚も自らの地位が危うくなる。そしてついに辞職に追い込まれ、またしても上海に逃れた。
その後、譚延闓は広西省の陸栄廷の支援を受け、さらに北京政府で段祺瑞と対立する呉佩孚とも連合し、湖南省復帰を狙う。1920年（民国9年）6月、段祺瑞派の湖南督軍張敬堯を駆逐して、湖南省へ督軍兼省長として復帰した。しかし、譚は湘軍総司令となった趙恒惕や程潜ら湘軍指揮官との間で対立が発生するようになる。同年11月、譚は発生した兵変を鎮圧できず、辞職して湖南省から退出した。

### 孫文側近、中国国民党要人として
1922年（民国11年）、譚延闓は広州の孫文を頼る。翌年3月に大元帥府内務部長に、同年5月には建設部長兼大本営秘書長に任命された。7月には、孫文から湖南省省長兼湘軍総司令に任命され、趙恒惕と激しく戦う（譚趙之戦）。しかし、呉佩孚の支援を受けた趙を降せず、同年11月までに、譚は孫文の指示により広東省へ向かった。
1924年（民国13年）1月に、中国国民党が第1回全国代表大会を広州で開催すると、譚延闓は中央執行委員会委員に選出された。9月、建国軍北伐総司令に任命され、江西省経由で北伐を開始したが、北京政府側の方本仁軍に敗北する。これにより、譚の軍は大幅に縮小・再編を余儀なくされた。
1925年（民国14年）3月12日に孫文が死去しても、譚延闓はそのまま国民党を支持している。同年6月、楊希閔・劉震寰の反乱鎮圧に貢献するなど、様々な軍事活動に参加した。蔣介石が次第に権力を掌握するようになると、譚は張静江とともに国民党の要職を歴任するようになり、蔣の北伐を後方支援する役目を担う。
1928年（民国17年）2月、南京国民政府が常務委員による集団指導制から主席制に改められると、譚延闓が初代国民政府主席に任命された。同年10月、蔣介石が後任の主席となり、五権分立に基づく五院制が成立すると、譚は初代行政院長に転じた。
1930年（民国19年）9月22日、南京で脳溢血により死去。享年52（満51歳）。墓は中山陵の近くにある。

## 参考文献

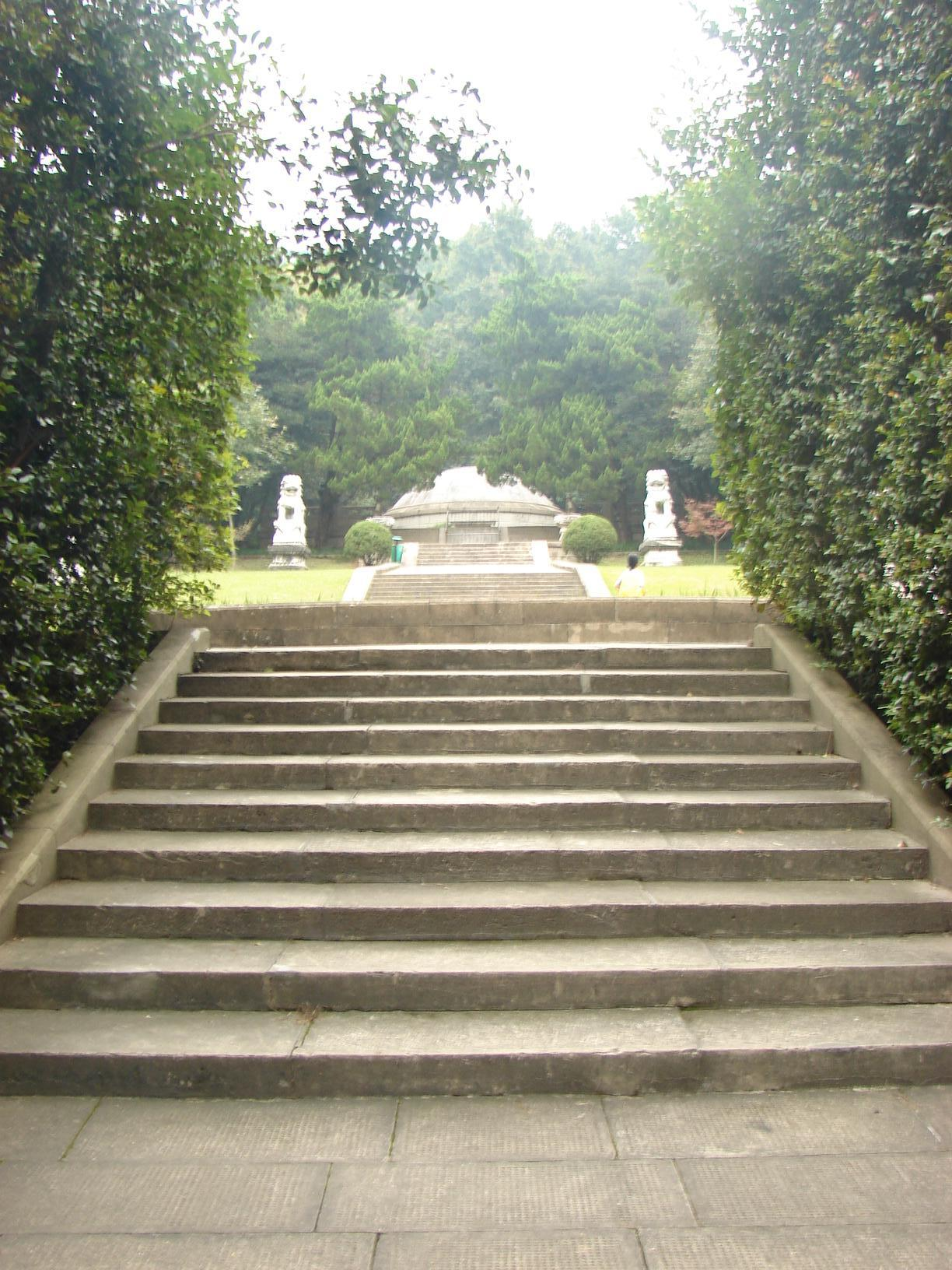
譚延闓墓（南京市）